# Landgoed Appel

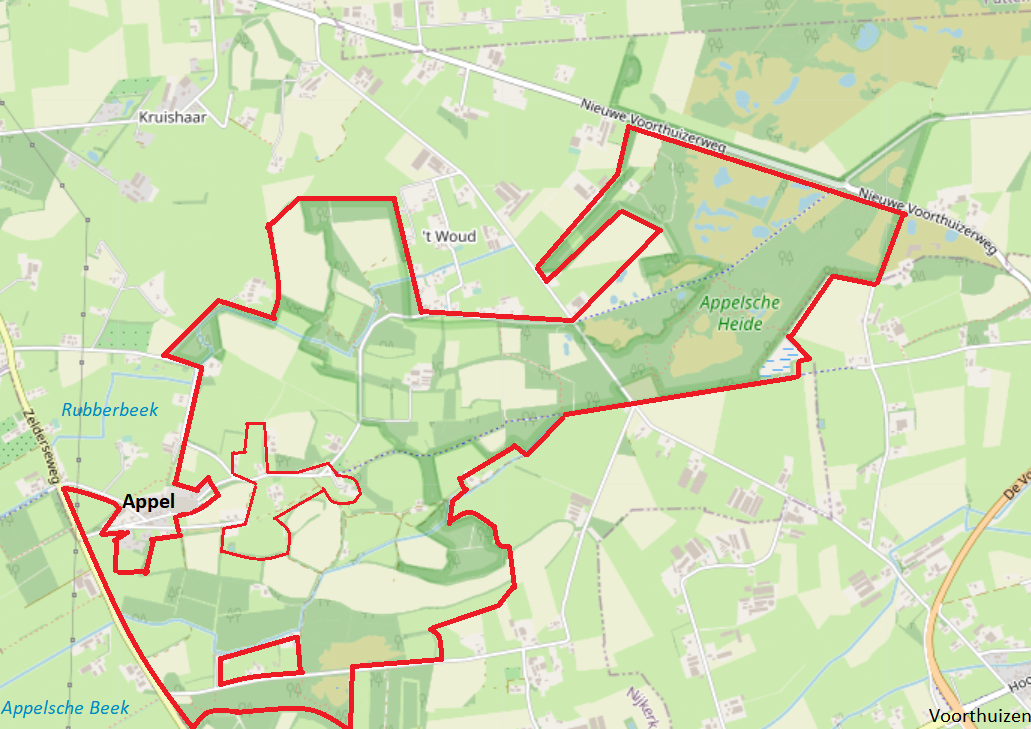
locatie van Landgoed Appel

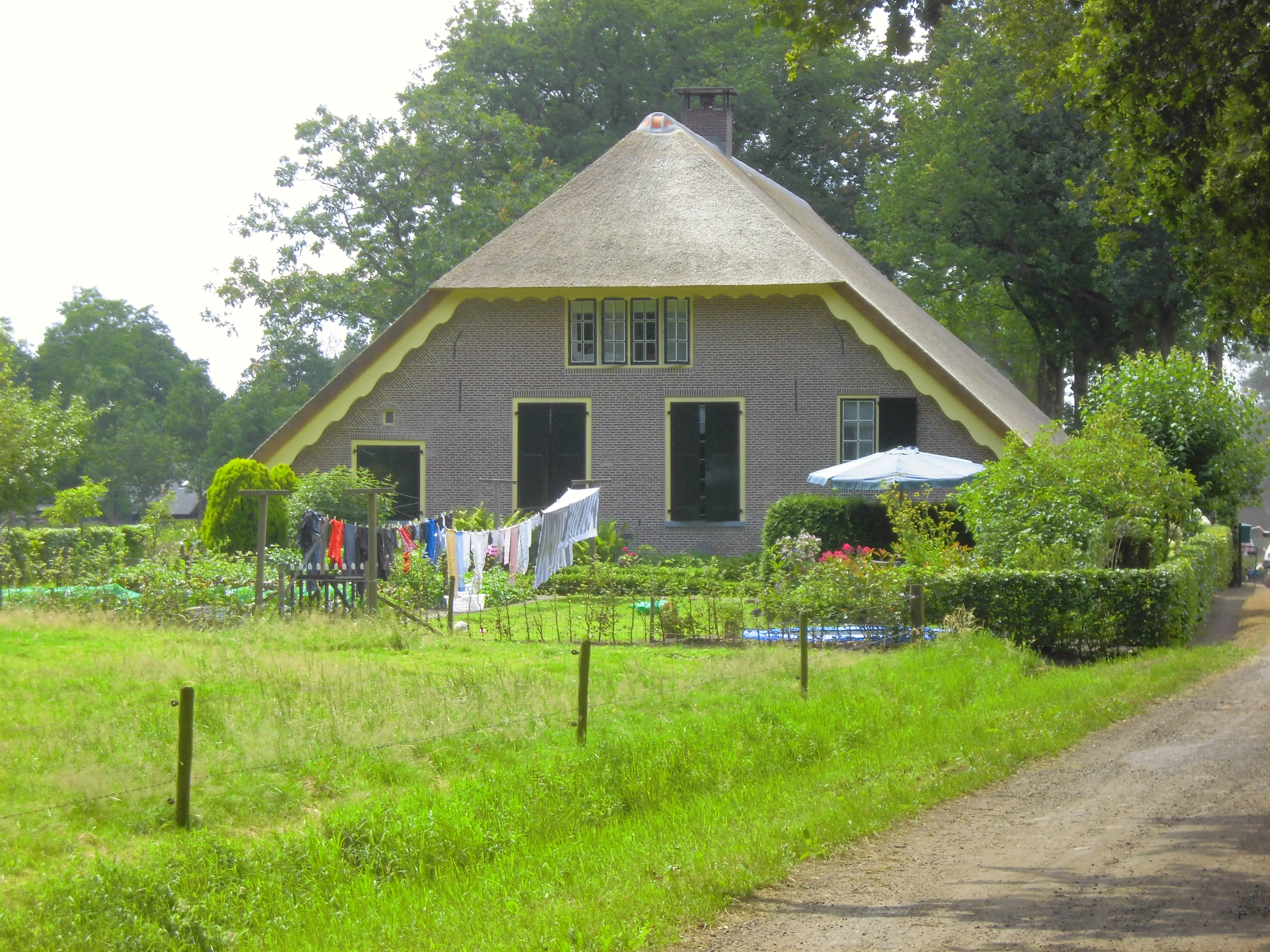
hoeve De Ahof

Landgoed Appel is een particulier landgoed bij de buurtschap Appel tussen Nijkerk en Voorthuizen in de Nederlandse provincie Gelderland. Het historisch-agrarisch cultuurlandschap van 293 ha ligt tussen het lage veenontginningslandschap van Zwartebroek en de hoge zandgronden van de Veluwe.

## Landschap
Het landschap werd al in de Middeleeuwen in cultuur gebracht met afwisselend natte lage hooilanden en hoge enggronden. In 2015 bestond het gebied naast natte heide en bos uit 122 ha. landbouwgrond met 13 ha houtwallen, singels en lanen. 
Het landschap ten oosten van de Schoenlapperweg/Appelseweg bestaat ruwweg uit natte heidegebieden. De natuurgebieden bestaan verder uit elzenbroekbossen en stukjes schraalland.
Ook in het zuidelijke deel liggen kleine heidestukjes met elzenbroekbosjes in het stroomgebied van de Appelse Beek. 
Het westelijke deel bestaat uit kleinschalig kampenlandschap. Dit uit zich in onregelmatige verkaveling, bochtige wegen, verspreide historische erven en een aaneenschakeling van houtwallen/-singels, boscomplexen, bomenrijen en bomenlanen. 

## Landgoedvisie
In een Landgoedvisie is naast de omvorming van de landbouwgronden naar natte hooilanden of natte schraalgraslanden ook het herstel van de historische gebouwen vastgelegd. Naast provinciale subsidies wordt ook gezocht naar nieuwe economische dragers van erven die niet meer in gebruik zijn. Zo worden er extra woningen gebouwd. Landgoed Appel is daarbij afhankelijk van de gemeente Nijkerk, die daarvoor vergunningen moet afgeven. In het gebied zal nog maar een hoevepachter overblijven. Deze laatste pachter zal in zijn bedrijfsvoering oog moeten hebben voor natuur en landschap op basis van een gesloten, gemengd bedrijf.

## Ecologische verbinding
In 1994 is het noordelijke deel van het landgoed aangekocht door de familie Van Beuningen. In de eerste jaren werden de ontgonnen delen van het heidegebied weer omgevormd tot ongeveer 28 ha natuur. 
In 2008 werd ook het zuidelijke deel van het landgoed aangekocht. Het ontwikkelingsplan hiervoor was vooral gericht op herstel van het cultuurhistorische landschap en natte natuurontwikkeling. De eigenaar van het landschap streeft naar een ecologische verbinding tussen de Veluwe en de Utrechtse Heuvelrug. De plannen voor de ecologische verbindingszone zijn in 2015 in overleg met de provincie Gelderland, het Waterschap en de gemeente Nijkerk vastgelegd in een Koepelplan. Tot de doelstellingen behoort de omvorming van landbouwpercelen naar nat en vochtig hooiland, natte heide of bos. Door het dempen van sloten geweest krijgt het kwelwater weer kans om aan de oppervlakte te komen. Het verschralen van de grond zorgt voor de ontwikkeling van natte soortenrijke graslanden en natte heideterreinen.

## Herinrichting
Met de herinrichting van het gebied werd gestart in 2016. In het eerste jaar werd op het perceel bij de Zelderseweg bos aangeplant. In het gebied tussen de Schoenlapper en Nieuwe Voorthuizerweg werd bos gekapt in ruil voor open heide gebied. Vanaf 2018 worden de langdbouwgronden niet meer bemest voor de omvorming tot vochtige heide/bos en vochtig schraalland.

## Hoeve De Ahof
- Deze historische boerderij met veldschuur en bakhuis krijgen een woonfunctie. Boerderij De Ahof is gebouwd omstreeks 1700 en was in de middeleeuwen bezit van de Abdij van Elten. De kloostergoederen werden bestuurd door een kellenaar die in de kloosterhof Kemna woonde. De vroegere schaapskooi en een potstal op het erf groeiden in de loop der tijd uit tot een boerenbedrijf. De laatste boer is in 2016 verhuisd naar elders, omdat De Ahof geen uitbreidingsmogelijkheden had.[4]

## Cultuurhistorische elementen
- De jachtopzichterswoning, de boerderijen en de jachthuizen op het landgoed zijn rijksmonumenten.
- Boerderij De Plas dateert uit de 19e eeuw en is genoemd naar een meertje naast de boerderij. Het meertje werd rond 1950 gedempt.
- De gegraven U-vormige Koeplas wordt gevoed door kwelwater van hoger gelegen Veluwe.
- Restanten van rabatten bevinden zich in het bos langs de Oude Voorthuizerweg.

## Klompenpad
Het Appelpad is een klompenpad van acht kilometer lengte. De route voert door weilanden en langs boerenerven.